# Järsi (Tapa)
Järsi – wieś w Estonii, w prowincji Virumaa Zachodnia, w gminie Tapa.